# Список губернаторов Пуэрто-Рико
Список губернаторов Пуэрто-Рико (исп. Gobernador de Puerto Rico) включает всех лиц, занимавших эту должность при власти Испании, а затем США. Губернатор — глава правительства Содружества Пуэрто-Рико. Данная должность была впервые учреждена Испанской империей в XVI веке после колонизации острова.
Первым эту должность занял испанский конкистадор Хуан Понсе де Леон в 1509 году. В то время губернатор назначался монархом Испании. Первым уроженцем острова, занявшим этот пост, стал Хуан Понсе де Леон II как временный губернатор в 1579 году. Во время испанского управления все назначенные на эту должность имели опыт работы в правительстве империи или римской католической церкви. В 1898 году в Пуэрто-Рико вторглись США, и испанское правительство уступило остров. В первые два года все должностные лица Пуэрто-Рико назначались президентом. В 1900 году американское правительство одобрило федеральный закон под названием «Акт Форэйкера» который учредил на острове гражданское правительство. В 1947 году был принят федеральный «Акт о выборном губернаторе» (англ. Elective Governor Act), создавший новый государственный строй, согласно которому с 1948 года губернатор избирается на прямых выборах каждые четыре года. Губернатор возглавляет исполнительную ветвь власти Пуэрто-Рико и назначает глав исполнительных органов, включая Государственного секретаря, который также является вице-губернатором, парламентского омбудсмена и контролёра и, наконец, всех судей.

## История

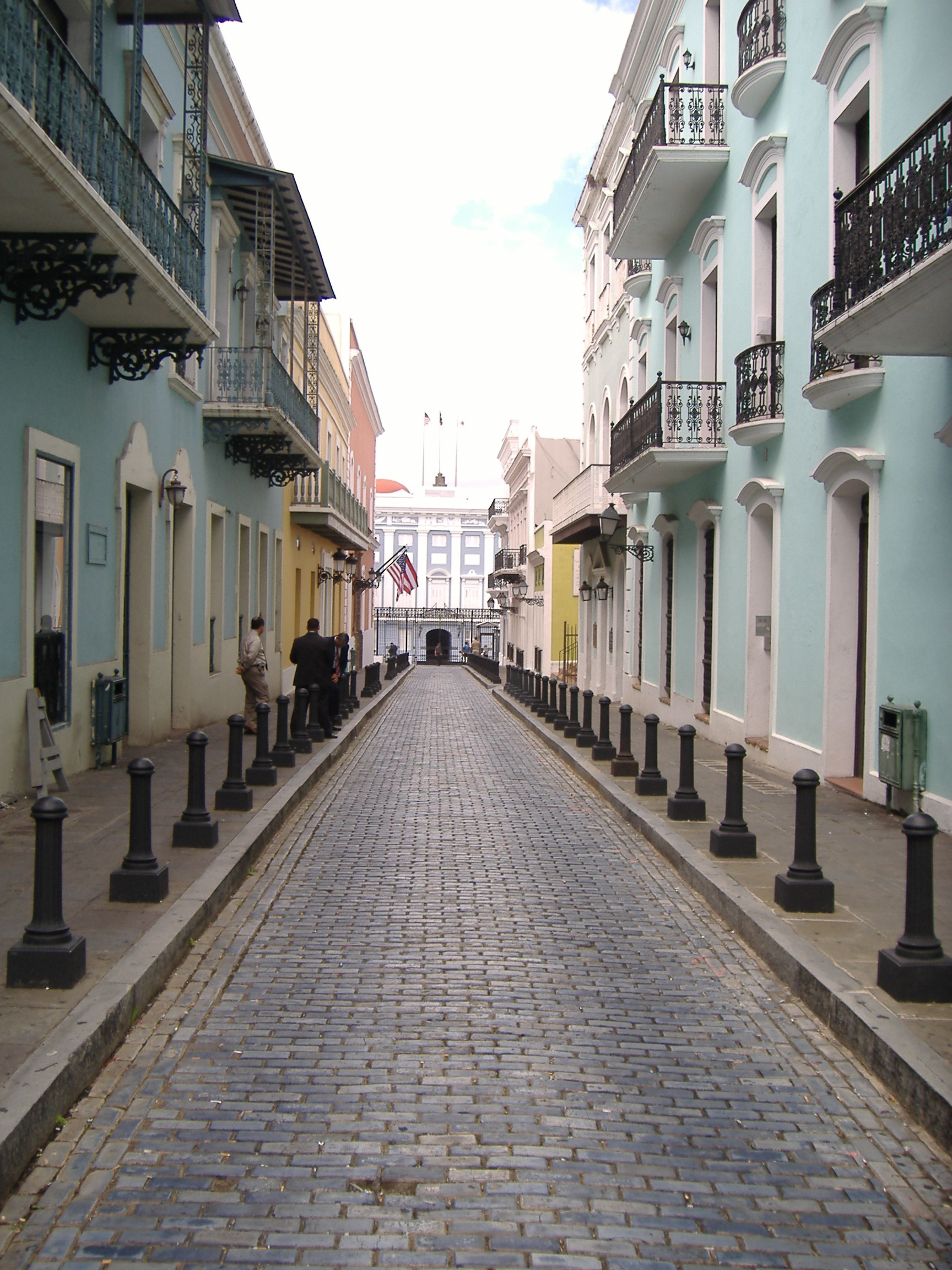
Передний вход в Ла Форталезу, официальную резиденцию губернатора

Когда Испанская империя колонизировала Пуэрто-Рико в XVI веке, испанский конкистадор Хуан Понсе де Леон стал первым губернатором острова, заменив Висенте Яньеса Пинсона, назначенного генерал-капитаном города Пуэрто-Рико до колонизации острова, но не исполнявшего своих обязанностей. В этот период губернатора Пуэрто-Рико назначал монарх Испании, губернатор управлял развитием острова и был обязан сообщать о статусе колонии в Испанскую империю. После 1580 года было учреждено генерал-капитанство Пуэрто-Рико и должность генерал-капитана была добавлена к должности губернатора.
25 июля 1898 года, в начале испано-американской войны, в Пуэрто-Рико вторглись Соединённые Штаты, когда их армия после краткой вооружённой стычки высадилась в порту Гуаника. После войны Испания была вынуждена уступить Пуэрто-Рико, Кубу, Филиппины и Гуам США по Парижскому мирному договору. Сначала Пуэрто-Рико был под военным управлением США: чиновники, включая губернатора, назначались президентом. В 1900 году Уильям Мак-Кинли подписал федеральный законопроект «Акт Форэйкера», учредивший на острове гражданское правительство. Новые органы власти состояли из губернатора и исполнительного совета, назначаемого президентом, выборной Палаты представителей из 35 членов, судебной системы с верховным судом и неголосующего комиссар-резидента в Конгрессе. Первым гражданским губернатором согласно Акту Форэйкера стал Чарльз Герберт Аллен. Эта система использовалась и после одобрения Акта Джонса-Шэфрота, который изменил структуру органов власти; он применялся до 1948 года.
После одобрения президентом Гарри Трумэном федерального Акта о выборном губернаторе (англ. Elective Governor Act) в 1947 году губернатор избирается на прямых выборах каждые четыре года с 1948 года. При этом государственном строе губернатор возглавляет исполнительную ветвь власти штата. На выборах губернатора каждый кандидат представляет политическую партию (сейчас на острове четыре партии: Новая прогрессивная, Независимости, Народно-демократическая и Пуэрториканцев за Пуэрто-Рико). Кандидат, набравший относительное большинство голосов, становится избранным губернатором и вступает в должность 2 января года, следующего за годом выборов, в ходе публичной церемонии инаугурации, перед которой может быть частная церемония присяги.
Государственный секретарь Пуэрто-Рико становится исполняющим обязанности губернатора в случае временного отсутствия или нетрудоспособности последнего и губернатором в случае его смерти, отставки или отрешения от должности и привлечения к уголовной ответственности. Избранный губернатор обязан назначить ряд секретарей и других глав ведомств, управляющих, помимо прочего, здравоохранением, природными ресурсами, экономикой, исправительной и судебной системой и отделом проблем потребителей.